# Iodeto de n-propila
Iodeto de n-propila (também iodeto de 1-propila ou 1-iodopropano) é um composto químico orgânico incolor e inflamável. Tem a fórmula C3H7I e é preparado pelo aquecimento de 1-propanol com iodo e fósforo.

## Propriedades químicas
Reagindo com o óxido de prata, resulta no éter dipropílico:
2 H3C-CH2-CH2-I + Ag2O → H7C3-O-C3H7 + 2 AgI